# Tacuarembó FC
Tacuarembó Fútbol Club is een Uruguayaanse voetbalclub uit Tacuarembó. De club werd opgericht op 3 januari 1999. De thuiswedstrijden worden in het Estadio Ingeniero Raùl Goyenola gespeeld, dat plaats biedt aan 12.000 toeschouwers. De clubkleuren zijn rood-wit. In het seizoen 2010-2011 eindigde de club op de zestiende plaats in de eindrangschikking en degradeerde naar de Segunda División.